# Carlo Moscatelli di Castelvetere
Il marchese Carlo Moscatelli di Castelvetere (Benevento, 28 dicembre 1843 – Castelvetere in Val Fortore, 23 giugno 1918) è stato un politico e nobile italiano, eletto nella XIV, XV e XVI legislatura del Regno d'Italia.

## Biografia
Carlo Moscatelli, marchese di Castelvetere in Val Fortore, discendeva da un’antica famiglia nobile, la quale resse il feudo di Castelvetere in Val Fortore dal 1689 con Nicola. Figlio del presidente della Provincia di Campobasso, il facoltoso marchese Antonio, consuocero del nobile Nicola Jelardi, fu zio di Arturo e Carlo Jelardi e fratello del marchese Nicola, consuocero del conte Luigi di Nocera.
Liberale, fece il suo primo ingresso alla Camera nazionale dei deputati nel corso della XIV legislatura, eletto presso il collegio di Riccia. Nel giugno del 1884, poi, successe al generale Federico Torre nella rappresentanza di un seggio del collegio unico della provincia di Benevento ed in tale rappresentanza fu confermato anche per il corso della XVI legislatura.
milita nelle file del partito liberale temperato e non
fa guari parlare di sé. Intelligente, attivo, benefico, dalla fiducia e dalla stima dei concittadini gli sono stati commessi a fungere diversi altri uffici, nel disimpegno dei quali tutti si è contenuto egregiamente»
(Il Parlamento subalpino e nazionale, profili e cenni biografici di tutti di deputati e senatori nella legislatura XIV)